# The Age of Information
Uzasadnienie: Dwa hasła dotyczące tego samego zespołu przed i po zmianie nazwy
The Age of Information – Zespół w lipcu 2007 roku zmienił nazwę z Trading Yesterday na The Age of Information.
11 września 2007 roku, wyszedł pierwszy album EP zespołu The Age of Information o nazwie Everything Is Broken. Nie tylko zmieniła się nazwa zespołu, ale również zaszła zmiana w dźwięku. Jest więcej akustyki i elektroniki.
W 2008 roku ma wyjść pełny album zespołu.

## Dyskografia
- 2007 Everything Is Broken